# アイリス星雲
アイリス星雲（LBN 487、Caldwell 4）は、ケフェウス座の明るい散光星雲である。1794年10月18日、ウィリアム・ハーシェルによって発見された。星雲は+7等星の星SAO 19158によって輝いている。ミラ型変光星であるケフェウス座T星や、明るい変光星（+3.23等）であるケフェウス座β星の近くに位置する。大きさは6光年である。
なお、NGC 7023は、LBN 487内の散開星団を指す。